# Pterogaurax pennatus
Pterogaurax pennatus är en tvåvingeart som först beskrevs av Becker 1912.  Pterogaurax pennatus ingår i släktet Pterogaurax och familjen fritflugor. Inga underarter finns listade i Catalogue of Life.